# Lovington (Somerset)
Lovington – wieś w Anglii, w hrabstwie Somerset, w dystrykcie (unitary authority) Somerset. Leży 42 km na południe od miasta Bristol i 178 km na zachód od Londynu. W 2002 miejscowość liczyła 172 mieszkańców.